# Кэру (Пэкче)
Кэру (蓋婁王; ум. 166) — четвёртый правитель Пэкче, одного из трёх корейских государств.

## Происхождение
Согласно историческому сборнику «Самгук саги», Кэру был сыном предыдущего вана Киру. Он стал ваном после смерти отца в 128 году. «Самгук саги» отмечает, что «он отличался смиренным нравом и почтительным поведением».

## Правление
В 132 году Кэру построил горную крепость Пукхансан в районе современного города Коян. Пэкче отбило множество вторжений северокорейского государства Когурё из этой крепости. Отношения Пэкче с юго-восточным соперником Силла были мирными в течение большей части периода его правления. Однако в 145 году ачхан Силла по имени Кильсон (길선/吉宣) провалил свою попытку государственного переворота и сбежал в Пэкче. Кэру предоставил ему убежище, несмотря на письменную просьбу правителя Силлы Адаллы о его возвращении. Впоследствии Силла напала на Пэкче, и началась широкомасштабная война за горы Собэк.
Самгук саги:
- 131 г. н. э., лето, четвертый месяц. Ван охотился на горе Хансан.
- 132 г. н. э., весна, второй месяц. Построили горную крепость Пукхансан.
- 137 г. н. э., осень, восьмой месяц. Марс противостоял созвездию Южного Ковша.
- 155 г. н. э., весна, первый месяц, последний день месяца. Было солнечное затмение. Зима, десятый месяц. Ачхан Кильсон из Силла совершил предательский заговор, но он был раскрыт, боясь казни, он бежал в Пэкче. Ван Силла направил письмо, требуя его выдачи, но Пэкче не соглашалось. Тогда разгневанный ван двинул войска против Пэкче. Но пэкческая крепость Ёнсон упорно оборонялась, не делая вылазки, поэтому войска Силла по истощении запасов продовольствия вернулись обратно.
- 166 г. н. э., скончался ван.

## Наследие
Самгук саги утверждает, что старший сын Кэру, Чхого, стал пятым ваном Пэкче, а второй сын, Кои, стал восьмым ваном. Считается, что эта хронологическая несогласованность указывает на борьбу за власть между двумя правящими линиями. 21-й ван Кэро, по-видимому, взял имя Кэру, чтобы подтвердить законность этого.

## Семья
- Отец: Киру
- Мать: неизвестна
  - Брат: Пуё Чиль (扶餘質) — в апреле 242 года был назначен на должность убо.
  - Жена: неизвестна
    - 1-й сын: Чхого (肖古王, ум. 214) — 5-й ван Пэкче, до становления правителем был известен как Пуё Чхого (扶餘肖古).
    - 2-й сын: Кои (古爾王, ум. 286) — 8-й ван Пэкче, до становления правителем был известен как Пуё Кои (扶餘古爾).
    - 3-й сын: Пуё Усу (扶餘優壽) — единственная запись о нём есть в Самгук саги от 260 года, когда он был назначен министром внутренних дел (內臣佐平, нэсин чвапхён).